# Pyrausta socialis
Pyrausta socialis is een vlinder van de familie van de grasmotten (Crambidae). De wetenschappelijke naam van deze soort is voor het eerst voorgesteld als Botis socialis door Augustus Radcliffe Grote in een publicatie uit 1877.

## Verspreiding
De soort komt voor in het zuiden van Canada en voornamelijk in de westelijke helft van de Verenigde Staten.

## Onderrsoorten
- Pyrausta socialis socialis (Grote, 1877)
- Pyrausta socialis perpallidalis Munroe, 1976